# Commune fusionnée de Baumholder
La commune fusionnée de Baumholder est une municipalité allemande située dans le land de Rhénanie-Palatinat et l'Arrondissement de Birkenfeld.